# Jeżewo (gmina)
Pour les articles homonymes, voir Jeżewo.
Jeżewo est une gmina rurale du powiat de Świecie, Couïavie-Poméranie, dans le centre-nord de la Pologne. Son siège est le village de Jeżewo, qui se situe environ 12 km au nord de Świecie, 54 km au nord de Toruń, et 55 km au nord-est de Bydgoszcz.
La gmina couvre une superficie de 155,93 km2 pour une population de 7 736 habitants.

## Géographie
La gmina est bordée par les gminy de Dragacz, Gniew, Grudziądz, Osiek, Sadlinki, Smętowo Graniczne et Warlubie.